# Bickenhill
Bickenhill – wieś w Anglii, w hrabstwie ceremonialnym West Midlands, w dystrykcie metropolitalnym Solihull. Leży 13 km na wschód od miasta Birmingham i 151 km na północny zachód od Londynu. Miejscowość liczy 6583 mieszkańców.